# 컨트라코스타군

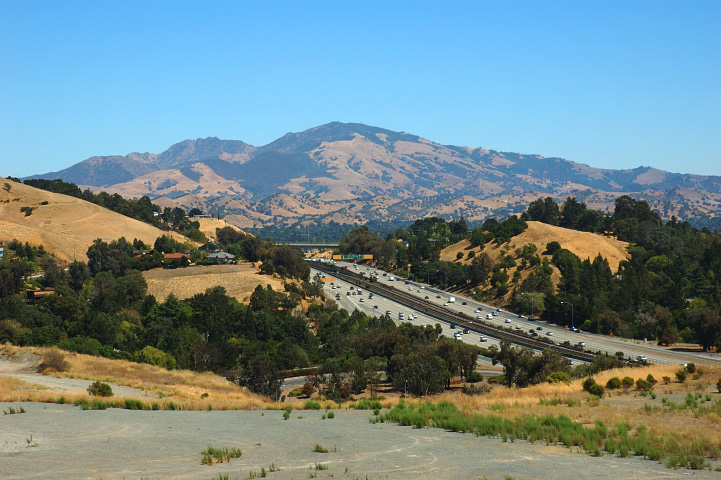

컨트라코스타군 또는 컨트라코스타 카운티(Contra Costa County)는 미국 캘리포니아주의 카운티다. 카운티청 소재지는 마티네즈, 최대 도시는 콩코드다. 남쪽으로 앨러미다군과 접한다.

## 유적
선사 시대, 특히 미 중세 시대에 이 지역에 있던 지형의 일부(늪지대와 잔디 사바나)에는 현재 남쪽에서 발견된 화석에 의해 현대에 알려진 넓은 범위의 멸종된 포유류가 거주했었다. 카운티의 북부에서는, 더 이른 지질 시대에 상당한 석탄 및 모래 퇴적물이 형성되었다. 카운티의 다른 지역은 석회암과 번갈아 가며 사암 층에 묻혀있는 고대 (그러나 화석화되지 않은) 조개 껍질을 드러내는 산등성이가 있다. 지질 학적으로 최근 이었지만 현재 멸종된 화산에서 분출되고 압축력에 의해 기울어 진 화산재 층은 일부 도로 굴착 현장에서 볼 수도 있다. 이 카운티는 세계에서 가장 지질 학적으로 복잡한 지역 중 하나인 샌프란시스코 베이 지역의 대부분이 그렇듯이 몇 개의 별개의 지질 지대가 덩어리로되어 있다. 디아블로 산(Mount Diablo)이라는 큰 산이 형성되어 판 구조론의 작용으로 발생하는 압축력에 의해 계속 상승하고 상층부에는 먼 바다의 퇴적 지역에서 긁어내어져 축적된 이들 해저 암석을 보여준다. 중간 고도에서 더 어린 예금에는 해저 화산 분출의 산물인 베게 용암(pillow lavalavas)이 포함된다.

## 경제
샌라몬에 셰브론 본사가 있다.

## 인구
| 인구조사                                                      | 인구      | Note  | %±     |
| ------------------------------------------------------------- | --------- | ----- | ------ |
| 1860년                                                        | 5,328     |       | —      |
| 1870년                                                        | 8,461     |       | 58.8%  |
| 1880년                                                        | 12,525    |       | 48.0%  |
| 1890년                                                        | 13,515    |       | 7.9%   |
| 1900년                                                        | 18,046    |       | 33.5%  |
| 1910년                                                        | 31,674    |       | 75.5%  |
| 1920년                                                        | 53,889    |       | 70.1%  |
| 1930년                                                        | 78,608    |       | 45.9%  |
| 1940년                                                        | 100,450   |       | 27.8%  |
| 1950년                                                        | 298,984   |       | 197.6% |
| 1960년                                                        | 409,030   |       | 36.8%  |
| 1970년                                                        | 558,389   |       | 36.5%  |
| 1980년                                                        | 656,380   |       | 17.5%  |
| 1990년                                                        | 803,732   |       | 22.4%  |
| 2000년                                                        | 948,816   |       | 18.1%  |
| 2010년                                                        | 1,049,025 |       | 10.6%  |
| 2019 (추산)                                                   | 1,153,526 | [ 1 ] | 10.0%  |
| U.S. Decennial Census 1790–1960 1900–1990 1990–2000 2010–2015 |           |       |        |

## 같이 보기
- 월넛크릭 (캘리포니아주)
- 캘리포니아주의 군 목록